# Староіндійський захист
Староіндійський захист — шаховий дебют, який починається ходами: 

1. d2-d4 Кg8-f6 
 2. c2-c4 g7-g6 
 3. Кb1-c3 Сf8-g7.

Належить до закритих початків.

## Особливості
Одна з найактуальніших систем індійського захисту. Характерні особливості: створення білими міцного пішакового центру та можливості флангових ударів, а у випадку розміну пішаків на полі d4, фігурної гри на пунктах e5 або c5; активність «староіндійського» слона чорних по діагоналі a1 — h8 та фігурний тиск по напіввідкритих вертикалях «e» чи «c».

## Основні варіанти
- Система Земіша 
4. e2-e4 d7-d6 5. f2-f3
- Класична система 
5. Кg1-f3 0-0 6. Сf1-e2
- Система Авербаха 
5. Сf1-e2 0-0 6. Сc1-g5
- Варіант чотирьох пішаків 
5. f2-f4
- Система Макогонова 
5. h2-h3
- Система з фіанкетуванням слона 
3. g2-g3 Сf8-g7 4. Сf1-g2 0-0 5. Кg1-f3 d7-d6 6.0-0